# Hendrik Louis Wijchgel van Lellens
Hendrik Louis Wijchgel van Lellens (Schildwolde, 1 september 1757 - Groningen, 2 juli 1830) was een Nederlands politicus.

## Leven en werk
Wijchgel was een zoon van Lodewijk Hendrik Wijchgel, raad ter Admiraliteit, en Hillegonda Hermanna Geertsema. Hij trouwde in 1787 met Hermanna van Gesseler. Zij was weduwe van Lucas Hammink, die in 1771 het Huis te Lellens had gekocht. Wijchgel noemde zich sinds zijn huwelijk Wijchgel van Lellens. 
In 1796 liet hij zijn gezin portretteren door Gerardus de San. Naast zijn vrouw staat de oudste dochter Enna, de jongste dochter Hillegonda staat aan de rechterkant van haar vader. Op de achtergrond van het familieportret is een schilderij van de borg in Lellens te zien.
Wijchgel was lid van de Vergadering van Notabelen voor het departement Westereems (1814) en vanaf 1814 lid van de Provinciale Staten van Groningen. In 1815 was hij korte tijd buitengewoon lid van de Staten-Generaal der Verenigde Nederlanden voor de provincie Groningen.
Hij overleed op 72-jarige leeftijd in de stad Groningen.